# Oxylabes madagascariensis
Felosa-de-garganta-branca ou tetraca-de-papo-branco (Oxylabes madagascariensis) é uma espécie de ave da família Bernieridae.
Apenas pode ser encontrada em Madagáscar.
Os seus habitats naturais são: florestas subtropicais ou tropicais húmidas de baixa altitude.